# وسکوانا
وسکوانا (به ایتالیایی: Vescovana) یک کومونه در ایتالیا است که در استان پادووا واقع شده‌است. وسکوانا ۲۲٫۳ کیلومتر مربع مساحت و ۱٬۶۰۱ نفر جمعیت دارد و ۷ متر بالاتر از سطح دریا واقع شده‌است.